# Liolaemus morandae
Liolaemus morandae — вид ігуаноподібних ящірок родини Liolaemidae. Ендемік Аргентини.

## Поширення і екологія
Liolaemus morandae мешкають на півдні провінції Чубут і на півночі провінції Санта-Крус. Вони живуть в степах Патагонії, місцями порослих чагарниками. Зустрічаються на висоті від 600 до 900 м над рівнем моря. Живляться рослинністю, є живородними.